# Jungiella ripicola
Jungiella ripicola är en tvåvingeart som först beskrevs av Bellier 1967.  Jungiella ripicola ingår i släktet Jungiella och familjen fjärilsmyggor. Inga underarter finns listade i Catalogue of Life.